# 城东街道 (阳江市)
城东街道，是中华人民共和国广东省阳江市江城区下辖的一个乡镇级行政单位。

## 行政区划
城东街道下辖以下地区：
鹰山社区、岭东社区南社区、岭东社区北社区、东门社区、东花社区、狮子社区、洗脚社区桥社区、环湖社区、金湾社区和石湾南社区。